# Gerardus van Koeverden
Gerardus Wilhelmus Josephus van Koeverden (Buren, 30 mei 1882 – aldaar, 29 september 1962) was een Nederlandse landbouwer en politicus.
Hij was gedurende enkele jaren (1933-1937) lid van de Tweede Kamer voor de Roomsch-Katholieke Staatspartij (RKSP). Hij was ook actief in de Aartsdiocesane boeren- en tuindersbond en de KRO. Na de Tweede Wereldoorlog was hij korte tijd waarnemend Commissaris van de Koningin in de provincie Gelderland (1945-1946).
Naast zijn Kamerlidmaatschap was hij lid van de Provinciale en de Gedeputeerde Staten van Gelderland en van tal van andere maatschappelijke organisaties. 
Hij trouwde in 1910 met Gertruida Johanna Litjens. Het echtpaar kreeg zes kinderen (drie zoons, drie dochters), onder wie Jo van Koeverden. Zijn broer Wim van Koeverden stond met pastoor Perquin en Alfons Ariëns aan de wieg van de KRO.